# 伊斯蘭開發銀行
伊斯蘭開發銀行（英語：Development finance institution）是總部位於沙特阿拉伯吉達的一家跨國銀行。成立於1973年。
經由費薩爾國王授意，其官方活動開始於1975年10月20日。有57個股東成員國（与伊斯兰合作组织成员国数量相同），其中沙特阿拉伯佔據26.5%，利比亞佔據10.7%。
伊斯蘭開發銀行也是聯合國大會觀察員。

## 外部連結
- 官方网站
- IDB Review by DinarStandard